# Old Deer Park
Old Deer Park är en park i Storbritannien.   Den ligger i grevskapet Greater London och riksdelen England, i den södra delen av landet, 13 km väster om huvudstaden London. Old Deer Park ligger 9 meter över havet.
Terrängen runt Old Deer Park är platt. Runt Old Deer Park är det mycket tätbefolkat, med 6 241 invånare per kvadratkilometer. Närmaste större samhälle är City of London, 15,9 km öster om Old Deer Park. Runt Old Deer Park är det i huvudsak tätbebyggt.